# ماتيوز موراوسكي
ماتيوز موراوسكي (بالبولندية: Mateusz Morawiecki) هو اقتصادي ومؤرخ وسياسي بولندي، يشغل منصب رئيس وزراء بولندا منذ ديسمبر 2017 وكان نائباً لرئيسة الوزراء بياتا سيدلو من 2015م حتى 2017م.
ماتيوز جاكوب مورافيكي (بالبولندية: Mateusz Morawiecki) من مواليد 20 يونيو 1968، هو اقتصادي ومؤرخ وسياسي بولندي شغل منصب رئيس وزراء بولندا منذ عام 2017، شغل سابقًا منصب نائب رئيس الوزراء من 2015 إلى 2017، ووزير التنمية من 2015 إلى 2018 ووزير المالية من 2016 إلى 2018. وُلد ماتيوز في فروتسواف، وانخرط في شبابه بشكل كبير في الحركات المناهضة للشيوعية. التحق بجامعة فروتسواف ومدد تعليمه في جامعة هامبورغ وجامعة بازل، حصل على درجات علمية في الفنون وإدارة الأعمال والدراسات المتقدمة، منذ عام 1998، عمل مورافيزكي في بنك Zachodni WBK من مجموعة سانتاندير ، حيث تمت ترقيته إلى منصب العضو المنتدب ثم رئيس مجلس الإدارة. في 11 ديسمبر / كانون الأول 2017 ، بعد استقالة رئيسة الوزراء شيدلو ، تم ترشيح موراويكي خلفًا لها من قبل رئيس أركان حزب القانون والعدالة ، الذي انضم إليه في عام 2016. في عهد ماتيوز، شهدت بولندا تراجعًا كبيراً للديمقراطية، إلى جانب تقليص حرية وسائل الإعلام والقضاء ، كما تم إجراء مقارنات مع رجب طيب أردوغان من تركيا وفيكتور أوربان من المجر.

## نشأته
ولد موراوسكي في فروتسواف، وكان منخرطاً بشكل كبير في الحركات المعادية للشيوعية في شبابه. التحق بجامعة فروتسواف ثم أكمل تعليمه أيضاً في جامعتي هامبورغ وبازل. حاصل على شهادات في الفنون، وإدارة الأعمال، والدراسات المتقدمة.

## روابط خارجية
- ماتيوز موراوسكي على موقع IMDb (الإنجليزية)
- ماتيوز موراوسكي على موقع الموسوعة البريطانية (الإنجليزية)
- ماتيوز موراوسكي على موقع مونزينجر (الألمانية)